# Свила
Свила је природно протеинско влакно, од којих неке могу бити исткане у текстил. Најпознатији тип свиле добија се из чаура, кокона, ларви дудове свилобубе (Bombix mori) која је одгајана у заробљеништву. Сјајног изгледа, због чега је и цењена, који потиче од троугаоне, призмасте, структуре која омогућава свиленој тканини да прелама светлост из различитих углова.
Дивља свила се производи чешће од гусеница него од дудове свилобубе, које могу бити вештачки култивисане. Варијације дивље свиле познате су и коришћене у Кини, јужној Азији и Европи још од давнина, али је производња увек била знатно мања него производња култивисане свиле. Разликују се од припитомљених варијација у боји и текстури. Чауре коју су скупљене у дивљини често већ буду оштећене развојем лептира пре него што их и скупе, па тако третирана свилена нит буде краћа због разједињења чауре, тј. кокона. Дивља свила се теже боји него свила од култивисаних свилобуба.
Свилу праве и неколико других инсеката, али се једино свила од лептирових гусеница користи у текстилној мануфактури. Истраживане су и друге свиле које се разликују на молекуларном нивоу. Свила се углавном производи од ларви инсеката који заврше метаморфозу. Производња свиле је посебно уобичајена код Hymenoptera (пчеле, осе и мрави), и некад је користе у прављењу гнезда. Друге врсте Arthropoda праве свилу, најчешће разне Arachnida као што су пауци.

## Историја
Почеци производње свиле датирају од 6000. до 3000. године п. н. е. Због велике вредности Кинези су под претњом смртне казне чували тајну свиле. Постепено се свила из Кине преко Тајланда и Индије проширила југоисточном и јужном Азијом, а у Европу донели су је византијски монаси, тако што су, по легенди, сакрили коконе у бамбусове штапове.

### Кина
Фабрике свиле првобитно су биле развијене у древној Кини, вероватно још око 6000. године пре нове ере, а сигурно око 3000. године п. н. е.. По легенди заслуга за развој свиле припада кинеској царици Ћи Линг Ши, Ли-Цу (Hsi-Ling-Shih, Lei-Tzu), која је приметила, шетајући се по врту са пратиљама, да се на дудовом лишћу налазе ларве гусеница, а не како се то до тада веровало да су то покретни плодови. Царица је дошла на идеју да би се од финих нити које се добијају одмотавањем кокона могло исткати тканина. Од тада је гајење свилопреље (Bombax mori) и одмотавање свиле, као и уопште свиларство било под заштитом царице која је касније и била проглашена за богињу заштитницу одгајивача свиле. Првобитно свила је била резервисана само за цара, али се она постепено проширила по целој Кини, а преко њене културе и по многим крајевима Азије. Свила је брзо постала популарна луксузна тканина, због своје текстуре и сјаја, која је у многим подручјима била доступна кинеским трговцима. Како је била веома тражена, она је постала главни трговински артикл у преиндустријској међународној трговини. У јулу 2007. године у провинцији Ћианђи, у гробу, археолози су открили компликовано исткану и обојену свилу из времена источне Зоу династије, грубо стару око 2500 година. Овим је и доказано да су користили компликоване технике у ткању и бојењу свиле још у време Хан династије (од 202. године п. н. е. до 220. године н. е.).
Први доказ за трговину свилом био је проналазак свиле у коси једне египатске мумије из 21. династије, око 1070. године п. н. е.. Коначно трговина свилом досегла је до индијског потконтинента, Блиског истока, Европе и Северне Америке, на крају. Трговина је била тако обимна да је главни скуп трговачких рута између Европе и Азије и постао познат као Пут свиле.

### Тајланд
Свила се у Тајланду прави од две врсте свилених црва, култивисаних Bombycidae и дивљих Saturniidae, током целе године, поготово после жетве пиринча. Традиционално жене ткају свилу на ручном разбоју, и преносе са колена на колено својим кћеркама као знак зрелости и спремности за брак. Скоро сваки крај Тајланда поседује своју типичну свилу. Таи свилени материјал често поседује компликоване шеме у различитим бојама и облицима. Сама свилена нит по себи је сувише танка да би се сама користила у ткању те стога жене често комбинују више њих да би добиле једно дебље употребљиво влакно. То раде тако што ручно намотавају нити на дрвено вретено да би добили једнообразну струку сирове свиле. Овим поступком потребно је 40 сати да би се добило пола килограма Таи свиле. За овај задатак многе локалне оперативе користе машину за намотавање, али још има свилених нити које се ручно намотавају. Разлика је у томе што ручно намотане нити имају три врсте свиле: две фине врсте које су идеалне за лаку тканину и трећа дебела врста за теже материјале. Свилена тканина се потапа у топлу воду и избељује се пре бојења како би се уклонила првобитна, природна, жута боја таи свиле. То се ради тако што се свилене нити урањају у велике каде са хидроген пероксидом, иначе у нашем народу познатијем по тривијалном називу варикина. Када је опрана и осушена, свила се тад тка помоћу традиционалног разбоја.

### Индија
Свила, позната као Pattu у јужним деловима Индије и Rešam у хинди/урду (од Персијанаца), имају дугу историју у Индији. Скорија археолошка открића у Харапу и Чану-дару указују да се свиларство, укључујући дивље свилене нити од нативних врста свилених црва, постоје у јужној Азији још од времена Дарвида, скоро у време најраније употребе свиле у Кини. Производња свиле је данас широко распрострањена. Индија је такође највећи потрошач свиле на свету. Традиција ношења свилених сарија у јужном делу земље у браку, као и симбол племства за време фестивала. Уопштено свила је коришћена од стране виших класа, док су памук користиле сиромашније класе друштва. Сари су обично скупи и интензивних боја. Североисточна република Асам позната је по трима врста свиле: Муга, или златна свила, Ери, која се прави од аутохтоних врста свилених буба, и Пат свила.

### Древни Медитеран
У Одисеји Хомер помиње да је Пенелопа испратила Одисеја у туници „која је сијала као кожа исушеног црног лука“ (зависно од препева), то се сматра једним од првих описа свилене тканине у европској књижевности. Римско царство је такође знало за свилу и трговало њоме. За време цара Тиберија, закон о луксузу забрањивао је ношење свилених тканина, али та мера је била узалудна. Упркос популарности свиле, тајна прављења стигла је у Европу тек 553. године н. е. преко византијског царства. Према легенди грчки монаси који су радили за цара Јустинијана I прокријумчарили су јаја свилених буба у шупљини бамбусовог штапа, преневши их тако све од Кине до Цариграда. Сва најквалитетнија опрема, разбоји и ткачи били су смештени у комплекс палата у Цариграду и тканина коју су производили коришћена је за израду царске одре или у дипломатији као поклон страним великодостојницима. Остаци су продавани по веома високим ценама.

### Средњовековна и модерна Европа
Венецијански трговци трговали су интензивно са свилом и подстицали су одгајиваче свилених буба да се настане у Италији. У XIII веку италијанска свила била је значајни извор трговине. Од тад, свила се прави у провинцији Комо и једна је од највреднијих на свету. Богатство Фиренце изграђено је већим делом на текстилима поготово на свили и вуни, али су и други градови, нпр. Лука, се обогатили на трговини свилом. Италијанска свила је била тако популарна у Европи да је француски краљ Франсис I позвао италијанске произвођаче свиле не би ли основао француску индустрију свиле у Лиону. Емиграцијом хугенота знање о прављењу свиле пренело се целим континентом. Тако је енглески краљ Џејмс I покушао да оснује енглеску индустрију свиле садећи 100.000 стабала дуда око Хемптон Корт палате, али је тај покушај пропао. Британци су основали погоне за производњу свиле на Кипру 1928. године. Средином двадесетог века свила је произвођена у Енглеској у области Кента. У Италији, Stazione Bacologica Sperimentale (станица за баколошка истраживања) основана је у Падови 1871. године не би ли усавршили свиларство. Крајем деветнаестог века Италија, Јапан и Кина били су највећи произвођачи свиле на свету.

### Србија
Свила је у Србију дошла у шестом веку, доласком свилобуба у Византијско царство за време цара Јустинијана, посредством два монаха. Дудови и свилобубе су се углавном гајили у централном делу тадашње земље, касније названом Старом Србијом, данашњом Македонијом и јужном и централном Србијом. Свиларство је у тим крајевима било и очувано за време Османског царства. За време велике сеобе срба, под вођством Арсенија Чарнојевића, свиларство први пут стиже у данашњу Војводину, која касније за време Хабзбуршке монархије потпада под утицај венецијанске свиларске школе, која преко својих инспектора контролише целокупну производњу свиле у целом царству, све до одвајања Ломбардије и Венеције за време револуције 1848. године, када се оснива Велико српско војводство које преузима и унапређује свиларство на подручју жупанија Бодрушке, Торонталске, Тамишке и Крашевске као и румског и илочког округа сремске жупаније. Такође у тадашњој краљевини Србији доношен је Закон о повластици свиларском друштву из Београда са филијалом у Лапову, тиме не само да је кроз ове две институције унапређено свиларство у Србији него се почело и са дељењем бесплатног семена свилене бубе. Овим је и омогућен и највећи успон нашег свиларства у 1930. години. Тада је највећа производња отпадала на Србију и Стару Србију (данашњу Македонију). Треба напоменути да су се кокони из Старе Србије углавном извозили због могућности слободне трговине свилом, док су се кокони из Србије одмотавали у три свиларе и то у Панчеву, Новом Саду и Новом Кнежевцу. Фабрике су између два рата биле у лошем финансијском и техничком стању, неколико година нису радиле. Привилеговано акционарско друштво државних фабрика свиле је прорадило 1940, поново је покренуло фабрике у Новом Саду и Новом Кнежевцу и дало план за даљи развој.
Шездесетих година је држава донела одлуку о сечи дудових стабала којих је било око 2,5 милиона сада је остало пар хиљада, а свиларством се не бави нико.

## Особине

### Физичке особине и хистологија
Са чауре, кокона, се може одмотати од 2.500m до 4.000m свилене нити. Ове нити познате су под називом природна свила или греж свила. Влакна добијена сечењем остатка одмотавања свилених нити зову се шап влакна. Тако се називају и пређа као и производи од ових влакана. Кратка влакна дужине до 50mm добијена са остатака чаура називају се бурет свила. Дивља или туса свила добија се из чаура свилопреље која живи на отвореном простору. Ту спадају индијска дивља свила Tussa, јапанска Jamamai, ерфа, фагара, анафе свила.
Свилена влакна имају делтоидни попречни пресек са заобљеним теменима, који се састоји из две фибронске нити троугаоног попречног пресека које су спојене серицином. Удео фиброна у сировој свили креће се у просеку око 75,5%, а серацина 22%. Процес уклањања серацина у загрејаном сапунском раствору назива се дегумирање сирове свиле, при чему се губи на дужини свилене нити па ће се од 3.000m сирове свиле добити 2.000m дегумиране (чисте) свиле. Чиста свила је фибронска нит која се састоји из централног слоја или језгра, коре (кортекса) која се састоји из густо сложених, добро оријентисаних фибрила, и коре у којој су фибрили слабије оријентисани. Свилена нит је сачињена од седамнаест аминокиселина, али за разлику од вуне и длака не садржи цистин који изазива кератинизацију код вуне. Свила је веома осетљива на дејство хемијских агенаса. Фиброн је веома подложан хидролизи. Кључала вода или водена пара могу знатно да оштете фиброн (свилену нит), нарочито при дужем дејству, која се срећу код бојења и дораде тканина. Минералне киселине и алкалије изазивају дубоку хидроличку деструкцију полипепидних молекула у свиленој нити. Попречни пресек свилене нити омогућава рефлексију светлости под разним угловима, што даје свили природни сјај. Има глатку, меку текстуру која није клизава, за разлику од многих синтетичких влакана. Њена финоћа је 4.5 dtex-а кад је сува и 2.8-4.0 кад је влажна. Код кинеске свиле 1.1-2 dtex-а, италијанске 2.5-3.5dtex, односно просечно 2.57-3.3dtex, што после дегумирања даје нит финоће од 1.1-1.4dtex-а.
Боја сирове свиле одређена је бојом серицина и зависи од врсте и квалитета исхране гусеница. Свила је један од најјачих природних влакана, али губи до 20% своје снаге када је мокар. Његова подложност влаги износи 11%. Његова еластичност је средња до слаба: ако је истезање и мало, оно остаје растегнуто. Може ослабити ако је претерано изложено сунцу. Такође га могу напасти инсекти, поготово ако је прљаво. Свила је лош проводник електрицитета и због тога је осетљив на задржавање статичног електрицитета. Неопран свилени шифон може да се скупи приликом прања до 8%, због опуштања макроструктуре влакана. Тако да би свила требало да прође претпрање пре него што се употреби за прављење одевних предмета, или хемијски опрана. Хемијски опран свилени шифон може се скупити и до 4%. Повремено се ово скупљање може надокнадити помоћу нежног парног пеглања. Готово да не постоји постепено или тренутно скупљање услед деформације на молекуларном нивоу. Свила има добра физичко-механичка својства. Спада у влакна велике сорпционе способности. Постојана је према дејству микроорганизама.

### Хемијске особине
Свила је сачињена од аминокиселина GLY-SER-GLY-ALA-GLY и облика бета набораних листова. Унутрашњи ланац Н-везе је формиран изнад и испод равни мреже Н-везе. Фибронски молекул састоји се од седамнаест аминокиселина међусобно повезаних у молекул биополимерима. Од аминокиселина највише су затупљени глицин, аланин, серин и тирозин. Прве три киселине сачињавају 90% свих аминокиселина фиброина. Такође је мали садржај цистина, глутаминске и аспарагинске киселине.
Висок садржај глицерина, од 50%, дозвољава тесно паковање влакна, која су јака и издржљива на растезање. Вучна снага је због ковалентних пепидних веза, услед протеинског облика бета листова, када је развучена сила се пребацује на ове јаке везе и оне пуцају.
Хемијски састав сирове свиле зависи од расе свилобубе, исхране, климе и других услова гајења. Свила је отпорна на већину минералних киселина, али ће се разложити у сумпорној киселини. Склона је жутењу услед зноја. Због велике сорпционе способности фиброин брзо и врло добро упија зној, али се истовремено њиме брзо засићује и стварају се „знојне мрље“ на којима се одећа брзо цепа. Фиброин као и кератин је постојан према дејству микроорганизама - гљивица и бактерија које изазивају интезивну разградњу целулозних влакана.

## Одлике свиле
Свила као текстилно влакно има врло добре и здраве квалитете. Врло је пријатна за кожу, одваја врућину или сувишну влагу, има врло велику натезну тврдоћу (у истим димензијама јача је од челика, користи се код суперсоничних авиона, гуме код професионалног бициклизма итд.), имају велику растезљивост (око 20-25%), чиста свила је тешко запаљива, изолатор је и здрав материјал јер је антиалергик. Свилена постељина одвраћа микроорганизме.